# 近国衆
近国衆（きんごくしゅう）とは、徳川氏の家臣のうち、三河国以来の三河衆や関東地方移封後の家臣である関東衆と区別するために用いられた用語。
遠江・駿河・甲斐・信濃の各国出身者を指し、主として今川氏・武田氏の旧臣や信濃国の国人領主だったものが多い。三河衆とともに譜代として扱われて、江戸幕府の譜代大名・旗本の出身母体になった一方で、三河出身者からは関東衆とともに「他国衆」として扱われる場合もあるなど、複雑な立場に置かれていた。
今川氏旧臣としては井伊氏・岡部氏、武田氏遺臣としては土屋氏・柳沢氏、信濃領主としては保科氏・諏訪氏・小笠原氏（旧守護）が代表的な例として挙げられる。